# Lebanese International Airways
Die Lebanese International Airways, abgekürzt LIA (arabisch الخطوط الجوية اللبنانية الدولية, DMG al-Ḫuṭūṭ al-ǧawwiyya al-lubnāniyya ad-duwaliyya) war eine libanesische Fluggesellschaft mit Sitz in Beirut. Sie wurde 1955 mit Hilfe von Pan Am von der Eigentümerfamilie Arida gegründet, nahm im Januar 1956 Linienflüge auf und hatte ihr Streckennetz bis 1958 durch Vereinbarungen mit der belgischen Sabena erweitert. Mitte der 1960er Jahre umfasste das Streckennetz von LIA Teheran, Kuwait City, Bagdad, Bahrain, Paris und Mailand. 
Der Flugbetrieb wurde im Januar 1969 eingestellt, nachdem ein Großteil der Flotte (je zwei Convair CV-990, OD-AEW und OD-AEX, und Douglas DC-7, OD-AEI und OD-AEK) in der Nacht vom 28. auf den 29. Dezember 1968 bei einem israelischen Militärangriff („Operation Gift“) auf den Flughafen Beirut zerstört worden war (siehe hierzu auch Flughafen Beirut). Die Reste der Fluggesellschaft wurde von der Middle East Airlines Air Liban übernommen.

## Flotte
Zu den von der LIA betriebenen Flugzeugen gehörten:
- Convair 990
- Curtiss C-46 Commando
- Douglas DC-3/C-47
- Douglas DC-4
- Douglas DC-6
- Douglas DC-7

## Zwischenfälle
Außer den vier Totalschäden in Beirut am Boden in der Nacht 28. auf den 29. Dezember 1968 (siehe oben, je zwei Convair CV-990 und Douglas DC-7) hatte es noch einen weiteren Flugzeugverlust bei der LIA gegeben:
- Am 3. Oktober 1957 brach an Bord einer Curtiss C-46A-45-CU der Lebanese International Airways (Luftfahrzeugkennzeichen OD-ACK) nach dem Start vom Flughafen Beirut ein Feuer aus. Beim Versuch der Rückkehr ging die Kontrolle über die Steuerung verloren und die Maschine stürzte etwa 18 km vor der Küste ins Meer. Alle 27 Insassen, 4 Besatzungsmitglieder und 23 Passagiere, des nach Kuwait geplanten Fluges kamen ums Leben.[4]